# Sury-le-Comtal
Sury-le-Comtal é uma comuna francesa na região administrativa de Auvérnia-Ródano-Alpes, no departamento de Loire. Estende-se por uma área de 24,18 km². Em 2010 a comuna tinha 6 882 habitantes (densidade: 284,6 hab./km²).